# Повторные парламентские выборы в Азербайджане (2006)
Повторные парламентские выборы в Азербайджане 2006 г — повторные парламентские выборы, состоявшиеся в Азербайджанской Республике в мае 2006 года в избирательных округах, результаты которых были аннулированы.
После завершения Парламентских выборов 2005 года Центральная избирательная комиссия объявила результаты выборов. Центральная избирательная комиссия на своем заседании 23 ноября 2005 года объявила окончательные результаты и объявила об аннулировании результатов выборов в четырех избирательных округах. Итоговый протокол был принят 11 голосами "за" и 4 голосами "против". Затем комиссия направила итоговый протокол в Конституционный суд Азербайджанской Республики. Центральная избирательная комиссия на заседании, состоявшемся 26 ноября, распустила избирательные комиссии Бинагадинского II избирательного округа № 9, Низаминского II (Гянджа), Сумгаитского II избирательного округа № 42 и Загатальского II избирательного округа № 110, результаты выборов в которых были признаны недействительными.
1 декабря 2005 года состоялось заседание Конституционного Суда Азербайджанской Республики, на котором были признаны недействительными результаты выборов по 6 избирательным округам, протоколы которых не соответствовали Избирательному Кодексу Азербайджанской Республики: Сураханскому второму избирательному округу № 31, Сумгаит-Апшеронскому избирательному округу № 44, Джалилабад-Масаллы-Билясуварскому избирательному округу № 69, Кедабекскому избирательному округу № 103, Товуз-Газах-Агстафинскому избирательному округу № 106 и Агдамскому сельскому избирательному округу № 119.
9 декабря 2005 года Президент Азербайджанской Республики Ильхам Алиев подписал распоряжение о назначении на 13 мая 2006 года перевыборов депутатов Милли Меджлиса Азербайджанской Республики по этим  избирательным округам.

## Ситуация в партиях
После смерти Гейдара Алиева, первого председателя и основателя партии "Новый Азербайджан", президент Ильхам Алиев временно взял на себя обязанности первого заместителя председателя партии. 26 мая 2005 года Ильхам Алиев был единогласно избран председателем партии на Третьем съезде партии "Новый Азербайджан". Парламентские выборы 2005 года стали первыми парламентскими выборами, в которых партия "Новый Азербайджан" участвовала под официальным руководством Ильхама Алиева.
На парламентских выборах 2005 года были сформированы два основных оппозиционных блока. Один из них — Избирательный блок "Азадлыг" (Свобода), объединивший Партию народного фронта Азербайджана, Демократическую партию Азербайджана и партию "Мусават",  а другой — Избирательный блок «YeS», объединивший Партию национальной независимости Азербайджана, Партию национального движения Азербайджана и Социал-демократическую партию Азербайджана.  Блок "Свобода", достигшая соглашения с Либеральной партией Азербайджана и Движением "Национальное единство" в конечном итоге стал лидирующим блоком на выборах.
После объявления результатов выборов два основных оппозиционных блока во главе с Партией народного фронта и Либеральной партией Азербайджана выступили с протестом против результатов выборов.

## Партии и кандидаты
Всего в повторных парламентских выборах 2006 г. приняли участие 154 кандидата. В выборах приняли участие следующие партии:
- "Новый Азербайджан" — партия, принявшая участие в выборах с наибольшим числом кандидатов: 6 кандидатов были официально выдвинуты партией, а 17 — членами партии, что в общей сложности составило 23 кандидата.
- "Мусават" — партия, принявшая участие в выборах, выдвинув в общей сложности 12 кандидатов, включая 7 кандидатов, выдвинутых партией, которая стала основной оппозиционной партией на всеобщих выборах в Азербайджане 2005 года, и 5 членов партии
- Партия национальной независимости Азербайджана — 5 кандидатов партии приняли участие в выборах.
- "Партия справедливости, закона, демократии" — выдвинула 3 кандидатов
- Партия "Надежда" — 3 кандидата
- Партия Справедливости  — 3 кандидата
- Партия «Классический народный фронт» участвовала под названием Народный фронт Азербайджана, поскольку не имела официальной государственной регистрации — выдвинула 2-х кандидатов.
- В выборах также приняли участие кандидаты от 10 других более мелких партий.

## Результаты
Распределение мандатов по политическим партиям
 Новый Азербайджан (50 %) Беспартийный (30 %) Партия Справедливости (10 %) Партия гражданской солидарности (10 %)
Центральная Избирательная Комиссия Азербайджанской Республики 27 мая 2006 года провела заседание, посвященное окончательным результатам голосования на повторных выборах депутатов Милли Меджлиса Азербайджанской Республики по Бинагадинскому избирательному округу № 9, Сураханскому избирательному округу № 31, Низаминскому избирательному округу № 38 (Гянджа), Сумгаитскому избирательному округу № 42, Сумгаит-Абшеронскому избирательному округу № 44, Джалилабад-Масаллы-Билясуварскому избирательному округу № 69, Кедабекскому избирательному округу № 103, Товуз-Газах-Агстафинскому избирательному округу № 106, Загатальскому избирательному округу № 110 и Агдамскому избирательному округу № 119.
5 июня 2006 года Конституционный Суд Азербайджана, рассмотрев постановления и протоколы, утвердил результаты выборов. Далее были объявлены результаты выборов.
Основатель Партии Справедливости Ильяс Исмаилов был избран депутатом, а его партия впервые получила право быть представленной в парламенте. Асаф Гаджиев, Бахтияр Садыков и Фазаил Ибрагимли — бывшие депутаты, которые вновь были избраны, также депутатами на повторных выборах 2006 г были избраны член партии «Новый Азербайджан» Михаил Забелин и Саяд Саядов.
| Избирательный округ.                  | Победивший кандидат | Партия                          | Процент полученных голосов (%) | Полученные голоса |
| ------------------------------------- | ------------------- | ------------------------------- | ------------------------------ | ----------------- |
| Второй Бинагадинский № 9              | Рафаэль Джабраилов  | Беспартийный                    | 31,87                          | 2.309             |
| Второй Сураханский № 31               | Ахмед Велиев        | Новый Азербайджан               | 72,55                          | 7.538             |
| Второй Гянджинский Низаминский № 38   | Асеф Гаджиев        | Новый Азербайджан               | 62,60                          | 7.031             |
| Второй Сумгаитский № 42               | Меджит Керимов      | Новый Азербайджан               | 81,80                          | 15.445            |
| Сумгаит-Абшеронский № 44              | Баба Тагиев         | Беспартийный                    | 64,77                          | 9.714             |
| Джелилабад-Масаллы-Билесуварский № 69 | Фазаил Ибрагимли    | Партия гражданской солидарности | 49,28                          | 7.637             |
| Гедебекский № 103                     | Рефик Мамедхасанов  | Новый Азербайджан               | 56,64                          | 7.070             |
| Товуз-Казах-Агстафинский № 106        | Ильяс Исмаилов      | Партия Справедливости           | 71,14                          | 9.647             |
| Закатальский № 110                    | Хикмет Атаев        | Новый Азербайджан               | 65,02                          | 16.166            |
| Агдамский № 119                       | Бахтияр Садыков     | Новый Азербайджан               | 63,03                          | 8.525             |

За ходом выборов наблюдали международные представители ОБСЕ, Парламентской Ассамблеи Совета Европы, СНГ, международные неправительственные организации и дипломатические корпусы.